# 马蒂诺·戈雷蒂
马蒂诺·戈雷蒂（義大利語：Martino Goretti，1985年9月27日—），意大利男子赛艇运动员。他曾代表意大利参加世界赛艇锦标赛，获得四枚金牌和三枚银牌。他也曾参加2012年和2016年夏季奥林匹克运动会。